# Андорра на зимових Олімпійських іграх 1984
Андорра брала участь у Зимових Олімпійських іграх 1984 року у Сараєво (Югославія) втретє, але не завоювала жодної медалі. Країну представляли двоє спортсменів (обидва чоловіки) в одному виді спорту.

## Результати змагань

### Гірськолижний спорт
Чоловіки
| Спортсмен       | Змагання           | Спуск 1 | Спуск 1 | Спуск 2 | Спуск 2 | Всього  | Всього |
| Спортсмен       | Змагання           | Час     | Місце   | Час     | Місце   | Час     | Місце  |
| --------------- | ------------------ | ------- | ------- | ------- | ------- | ------- | ------ |
| Джорді Торрес   | Швидкісний спуск   |         |         |         |         | 1:59.06 | 50     |
| Альберт Лловера | Швидкісний спуск   |         |         |         |         | 1:57.88 | 48     |
| Альберт Лловера | Гігантський слалом | DNF     | —       | —       | —       | DNF     | —      |
| Джорді Торрес   | Гігантський слалом | DNF     | —       | —       | —       | DNF     | —      |
| Джорді Торрес   | Слалом             | DNF     | —       | —       | —       | DNF     | —      |
| Альберт Лловера | Слалом             | DNF     | —       | —       | —       | DNF     | —      |